# 圣维特教堂 (捷克克鲁姆洛夫)

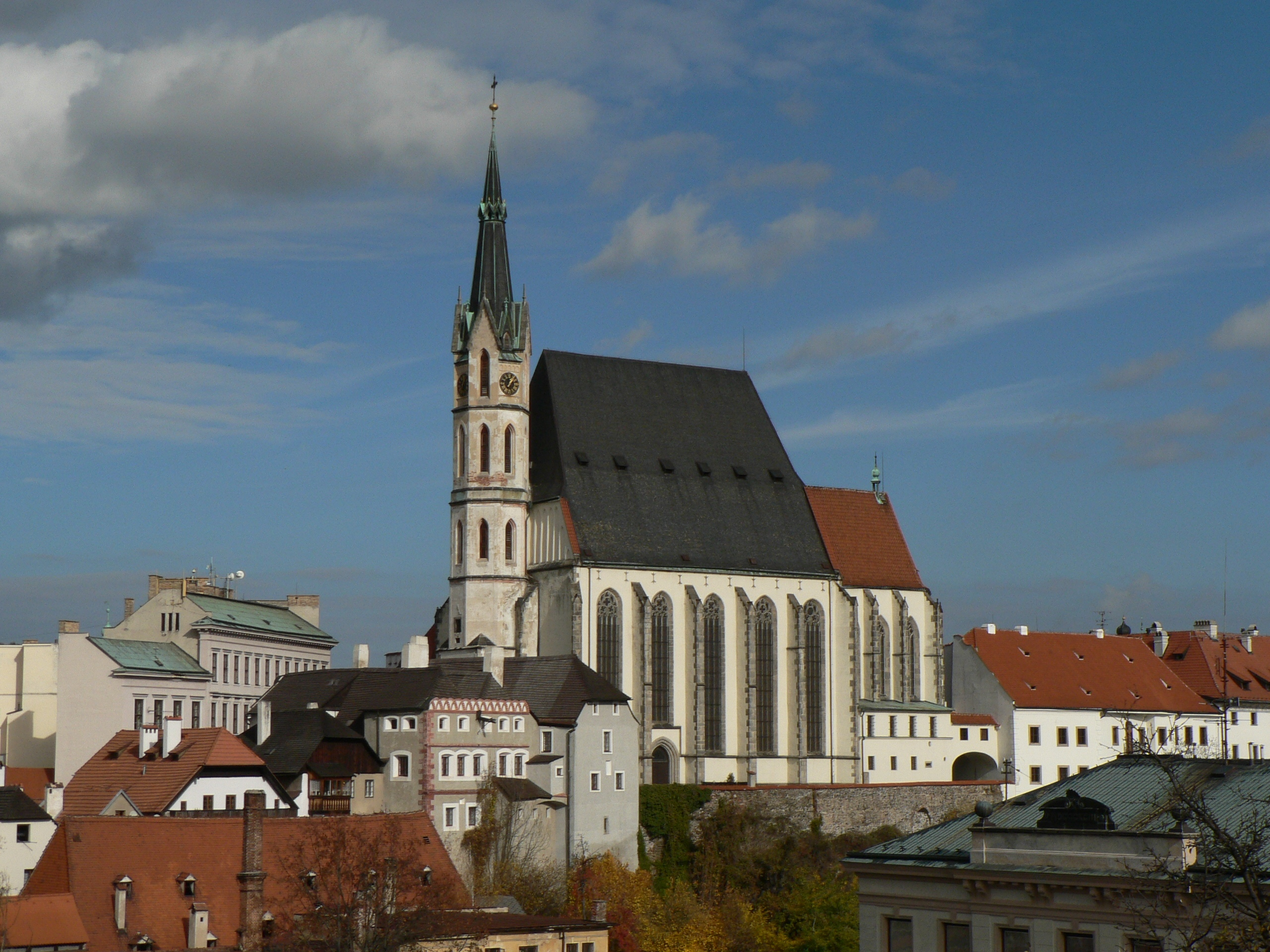
捷克克鲁姆洛夫的圣维特教堂

圣维特教堂（Kostel svatého Víta）是捷克克鲁姆洛夫一座重要的古迹，兴建于哥特时期晚期的1407年-1438年，后来经过修改。1995年被列为捷克国家文化古迹。

## 历史

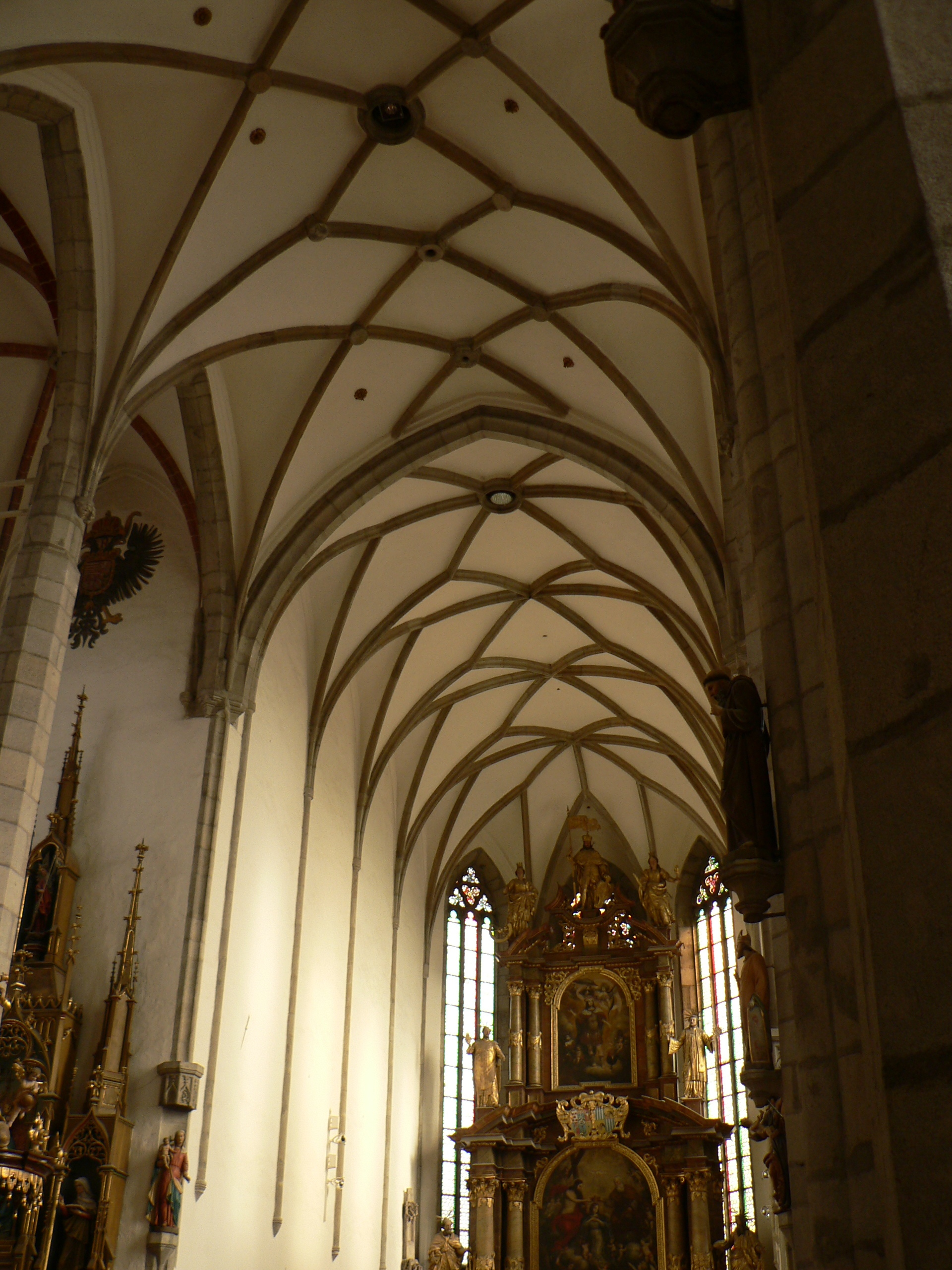
拱顶

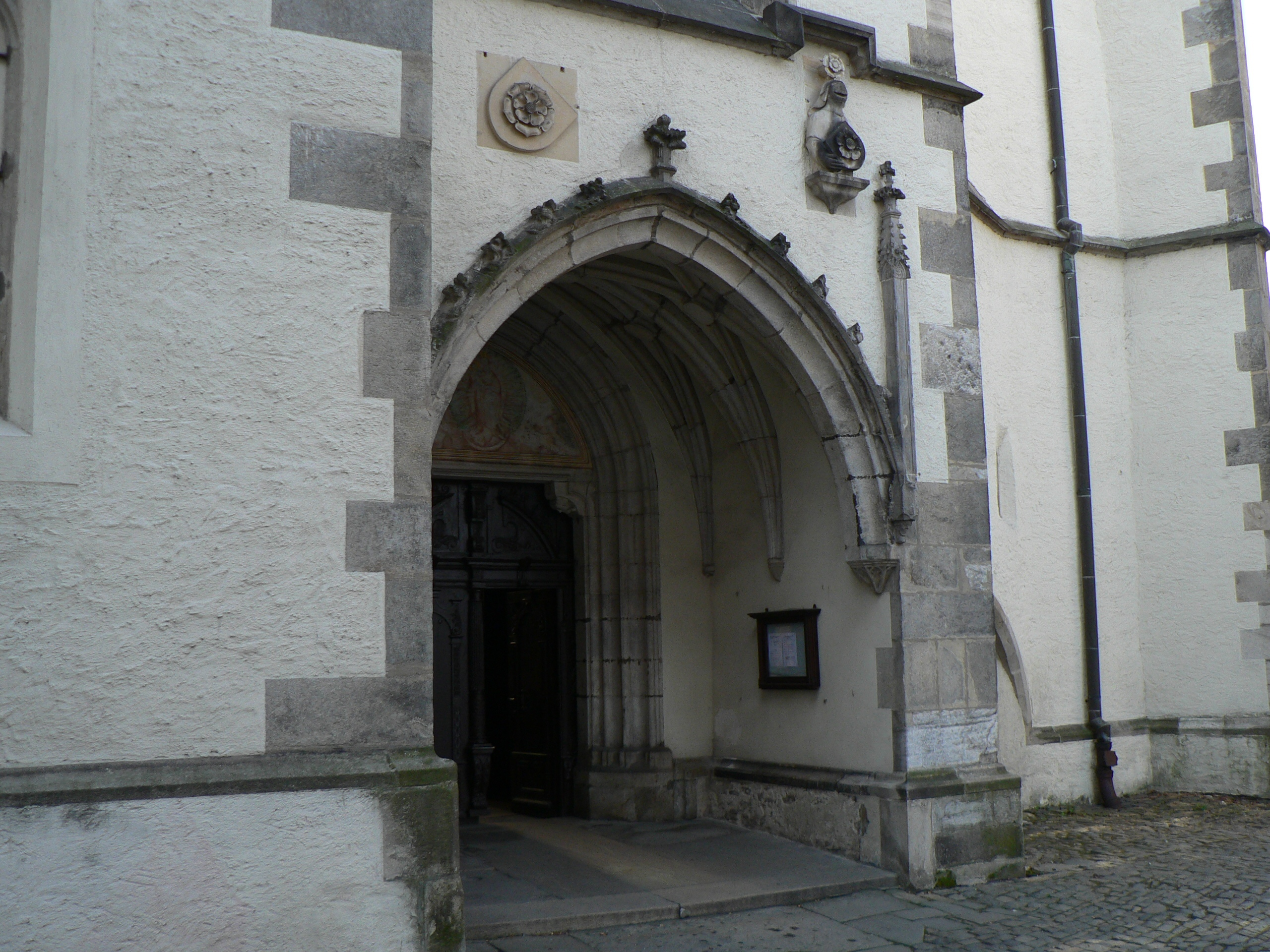
北门

圣维特教堂成立于1309年。1407年到1439年之间建造新教堂，Hostislav神甫采用了哥特式交叉拱顶。1500年建造唱经楼。教堂在1638年、1725年-1726年以及18世纪下半叶进行过扩建。在19世纪（主要是在1893年-1894年）进行了修改，并在1899年-1900年恢复。1936年内部设施进行了彻底的维修。